# Wow (canção de Zara Larsson)
"Wow" (estilizada em maiúsculas) é uma canção da cantora sueca Zara Larsson, lançada originalmente como single promocional em 26 de abril de 2019, através da TEN Music Group e Epic Records. Foi coescrita e produzida por Marshmello.
A música foi apresentada no filme Work It, de 2020, da Netflix, e foi anunciada por Larsson para ser lançada como single em 26 de agosto de 2020. Mais tarde, a canção foi incluída na lista de faixas do terceiro álbum de estúdio de Larsson, Poster Girl (2021), servindo como terceiro single do disco. Um remix da música com a participação da cantora americana Sabrina Carpenter foi lançado em 25 de setembro de 2020.

## Antecedentes
A música foi usada pela primeira vez em um anúncio do Citibank nos Estados Unidos. Foi então registrada no aplicativo de reconhecimento de música Shazam, e em 10 de abril de 2019, a conta verificada da gravadora de Larsson, TEN Music Group, no Genius, adicionou a data de lançamento da música como 26 de abril de 2019, um mês depois do lançamento do single anterior de Larsson, "Don't Worry Bout Me". A faixa foi lançada no mesmo dia do lançamento do videoclipe de "Don't Worry Bout Me".

## Composição
A música foi escrita na tonalidade de Fá sustenido menor com um andamento de 155 bpm.

## Crítica profissional
Mike Wass, do Idolator, caracterizou a música como "sentir-se sexy em sua própria pele", chamando-a de uma "adição emocionante à discografia de Zara" e elogiando seu "magnífico drop pós-refrão".

## Remix de Sabrina Carpenter
Em 25 de setembro de 2020, um remix com Sabrina Carpenter foi lançado. A nova versão de "Wow" é amplamente indistinguível da original, exceto pelo verso amado de Carpenter, que vem no final da música. “Em um lugar lotado, você pode imaginar?”, musmurra a cantora em sintetizadores dramáticos. “É incomparável a maneira como tudo aconteceu / Se você não pode me ter, você não quer mais ninguém.” Um videoclipe para o remix foi lançado em 7 de outubro de 2020. No clipe, conseguimos ver vários efeitos, uma possível galáxia e muita roupa de couro preta.
Lançada originalmente em 2019, a faixa explodiu na sequência, durante uma cena de dança romântica entre os dois personagens principais do filme de sucesso Work It, de 2020, da Netflix, no qual Carpenter é estrela. Rapidamente, a faixa saltou nas paradas de Top 40 e Dance Radio e acumulou mais de 60 milhões em contagem de streams. Na verdade, os números de streaming aumentaram mais de 2.300% desde a estreia do filme com temática de dança.

## Faixas e formatos
Download digital
1. "Wow" — 2:59

Sabrina Carpenter Remix
1. "Wow" (Remix com participação de Sabrina Carpenter) — 2:59

Imanbek Remix
1. "Wow" (Imanbek Remix) — 3:07

## Desempenho nas tabelas musicais
| País — Tabela musical (2019–20)         | Melhor posição |
| --------------------------------------- | -------------- |
| Escócia (OCC)                           | 4              |
| Estados Unidos (Dance/Mix Show Airplay) | 11             |
| Estados Unidos (Digital Song Sales)     | 38             |
| Estados Unidos (Mainstream Top 40)      | 31             |
| Irlanda (IRMA)                          | 95             |
| Nova Zelândia (RMNZ)                    | 37             |
| Reino Unido (Singles)                   | 42             |
| Suécia (Sverigetopplistan)              | 27             |

## Certificações
| Pais                                                          | Provedor            | Certificação | Vendas   |
| ------------------------------------------------------------- | ------------------- | ------------ | -------- |
| Brasil                                                        | (Pro-Música Brasil) | Platina      | 40,000‡  |
| Canadá                                                        | (Music Canada)      | Ouro         | 40,000‡  |
| Polônia                                                       | (ZPAV)              | Ouro         | 10,000‡  |
| Reino Unido                                                   | (BPI)               | Prata        | 200,000‡ |
| ‡números de vendas+streaming baseados apenas na certificação. |                     |              |          |

## Histórico de lançamento
| Região | Data                   | Formato                    | Versão                  | Gravadora | Ref.          |
| ------ | ---------------------- | -------------------------- | ----------------------- | --------- | ------------- |
| Várias | 26 de abril de 2020    | Download digital streaming | Original                | TEN Epic  | [ 15 ] [ 30 ] |
| Várias | 25 de setembro de 2020 | Download digital streaming | Sabrina Carpenter Remix | TEN Epic  | [ 16 ] [ 31 ] |
| Várias | 2 de outubro de 2020   | Download digital streaming | Imanbek Remix           | TEN Epic  | [ 17 ] [ 32 ] |